# Knights of Marshall

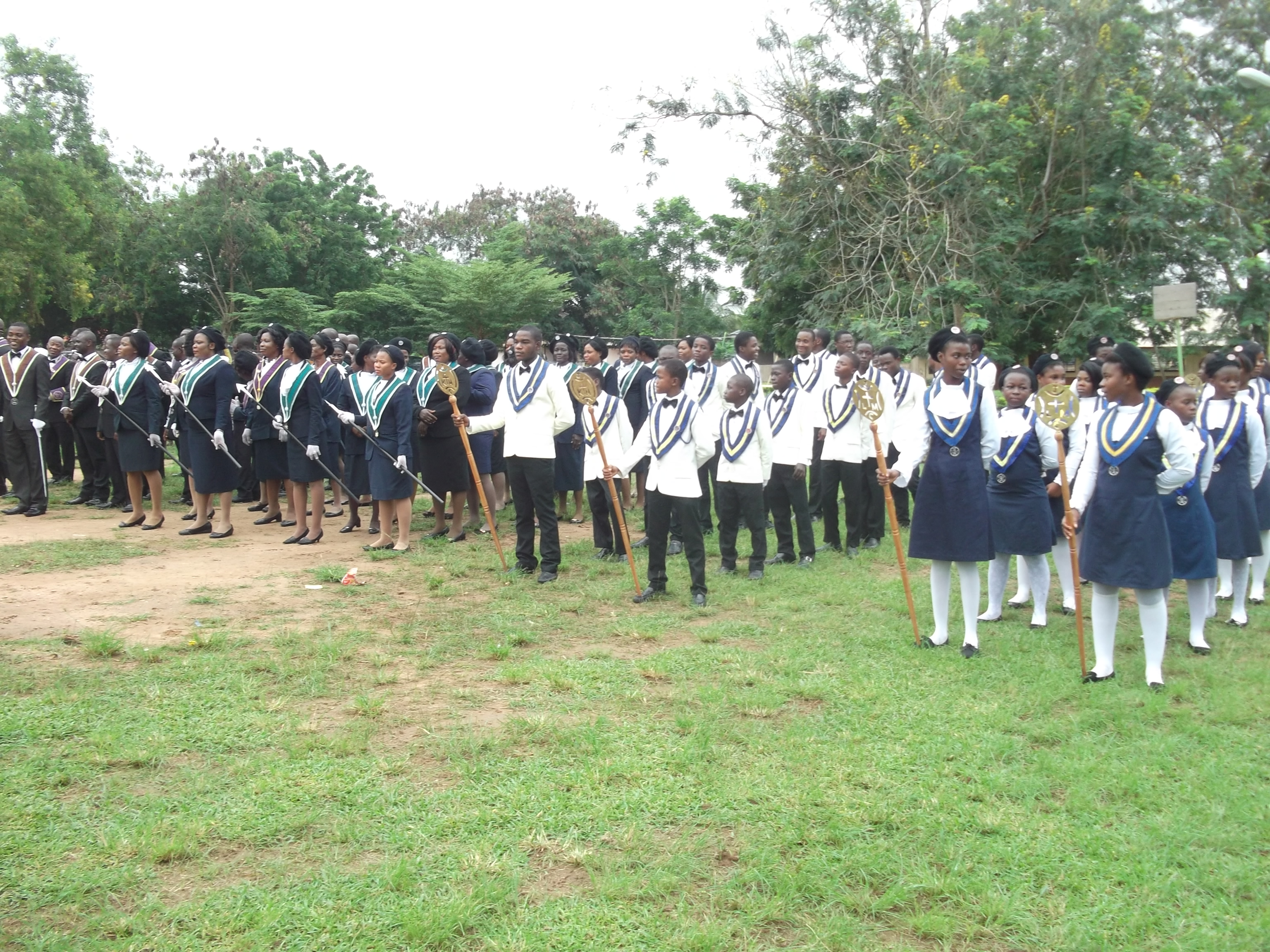
Knights of Marshall in Pokuase (2014)

The Noble Order of Knights and Ladies of Marshall (Kurzform: Knights of Marshall, deutsch: Ehrwürdiger Orden der Ritter und Damen von Marshall) ist ein römisch-katholischer Laienorden in Form einer „ritterlichen Bruderschaft“. Er wurde 1926 gegründet und ist heute über ganz Ghana, in allen Diözesen, verbreitet. Der Orden unterteilt sich in Knights of Marshall (KM) und Ladies of Marshall (LM) und ist Träger einer katholischen Non-Governmental-Organisation (NGO). Der Laienorden wird von der Bischofskonferenz in Ghana unterstützt und ist der International Alliance of Catholic Knights angeschlossen.

## Geschichte
Im Jahr 1925 schlossen sich in der Pfarrgemeinde St. Paul, im früheren Bistum Sekondi, mehrere Männer zu einer Gemeinschaft zusammen. Sie wollten mit gleichgesinnten Katholiken eine „Katholische Aktion“ ins Leben rufen und ein apostolisch-soziales Werk führen. Sie gründeten hierzu die „Association of Charity“ (Gemeinschaft der Nächstenliebe) und wollten offen für Jedermann sein. Nachdem sie Kenntnis über die US-amerikanische Bruderschaft Kolumbusritter gesammelt hatten, nahmen sie sich diese Vereinigung von Gläubigen zum Leitgedanken. Die ersten Initiatoren der westafrikanischen Bruderschaft wurden die Ordensbrüder J. Brookman-Amissah und J. A. Kwesi-Aaba. Auf der Gründungsversammlung am 18. November 1926 waren 13 Gründungsmitglieder anwesend. Als geistigen Vater wählten sie sich den Schotten Sir James Marshall, einen katholischen Laien, der sich um die katholische Kirche in Westafrika verdient gemacht hatte. Am 1. Mai 1929 erhielt der Orden die bischöfliche Approbation, mit der die Satzung genehmigt wurde.

## Organisation
Der Orden ist organisatorisch nach dem Vorbild der Kolumbusritter gegliedert und hat seinen Hauptsitz in Sekondi-Takoradi. Bei der letzten Jahreshauptversammlung im Jahre 2013 wählten sie ihren derzeitigen Präsidenten (Supreme Knight). Der Orden gliedert sich in lokale Gruppen (Councils), die in den Pfarreien tätig sind; in überregionale Provinzräte (Provincial-Courts), die auf der Ebene der Diözesen arbeiten; und als höchstes Gremium fungiert der Nationalrat (National Council). Die Councils und Courts unterteilen sich nochmals in Junioren und Senioren (sowohl männlich als weiblich), insgesamt bestehen 108 Senior-Councils in 91 Courts und 68 Junior-Councils/Courts. Der Orden publiziert das Magazin „Die Brücke“. Er verfügt über Niederlassungen in Liberia, Benin und Togo.

### Mitgliedschaft
Jeder praktizierende katholische Christ im Alter von 18 bis 60 Jahren kann Ordensmitglied werden. Voraussetzung ist ein verantwortungsvolles christlichen Leben, praktische Mitarbeit in der Gemeinde und die regelmäßige Teilnahme an der Eucharistiefeier. Der Kandidat muss zur Aufnahme einen schriftlichen Antrag stellen, in dem er mindestens zwei Bürgen benennt. Das Ordenssekretariat prüft die Angaben und sendet dem Kandidaten ein Gesundheitsformular zu. Der für den Orden tätige Arzt oder ein autorisierter Pfarrer bestätigt die Angaben und spricht eine Empfehlung aus. Ein Aufnahmekomitee entscheidet letztendlich über den Antrag. Nach einem positiven Beschluss teilt das Sekretariat diese Entscheidung dem Kandidaten mit, der dann in einer feierlichen Zeremonie in den Orden aufgenommen wird.

### Marshallan Relief & Development Service (MAREDES)
Im Jahr 2011 beschloss die Jahreshauptversammlung die Gründung einer Non-Governmental-Organization. Es wurde mit MAREDES eine Organisation geschaffen, mit der soziale Aufgaben besser gebündelt und Hilfen effektiver eingesetzt werden können.

## Namensgebung
Der Name „Knights of Marshall“ geht auf Sir James Marshall (1829–1889) zurück. Er war zunächst ein Geistlicher der anglikanischen Kirche. 1857 konvertierte er zur römisch-katholischen Kirche, ohne jedoch katholischer Priester zu werden. Er arbeitete für die Society of Africa Missions (SAM) und übernahm in deren Auftrag mehrere Aufgaben. Er wurde Jurist und war schließlich von 1880 bis 1882 Chief Justice des Supreme Court der Goldküste, dem heutigen Ghana. Marshall setzte sich sehr stark für die Entwicklung der dortigen katholischen Kirche ein und fand landesweit Anerkennung. Ihm zu Ehren, der nach dem Zusammenbruch der katholischen Kirche in Westafrika – um die Mitte des 17. Jahrhunderts – 1880 mit dem Wiederaufbau begann, übernahm der Laienorden seinen Namen.